# Magazin
Magazin är en kroatisk popgrupp från Split. 
Gruppen bildades 1979 under namnet Dalmatinski magazin. De släppte sitt debutalbum Slatko stanje 1982 med Marija Kuzmić som sångerska. Hon ersattes redan året därpå av sångerska Ljiljana Nikolovska. Gruppen hade sin storhetstid under 1980-talet med Nikolovska som frontfigur och Tonči Huljić som främste låtskrivare och blev en av de populäraste musikgrupperna i det forna Jugoslavien. De album som gruppen släppte fram till 1989 är de som sålt i störst upplagor. Det mest framgångsrika albumet är Put putujem från 1986 (670 000 kopior), tätt följd av deras självbetitlade album från 1987 (630 000 kopior). Nikolovska lämnade gruppen 1991 och ersattes av Danijela Martinović. Samma år släppte de det första albumet med henne som sångerska. Hon lämnade gruppen 1996 för att satsa på en solokarriär och ersattes av Jelena Rozga. Idag (2014) är Željko Baričić den enda kvarvarande originalmedlemmen i gruppen.
Tillsammans med Lidija Horvat-Dunjko deltog Magazin i den kroatiska uttagningen till Eurovision Song Contest (ESC) 1995 med bidraget Nostalgija. I ESC kom de på 6:e plats med 91 poäng. De deltog åter i den kroatiska uttagningen 1997 med bidraget Opium (7:e plats), 1998 med Na svijetu sve (6:e plats), 1999 med Kasno je (5:e plats), 2005 med Nazaret (2:a plats) och 2006 med Oprosti mala (8:e plats).
Gruppen har även under många år deltagit i Splitfestivalen (1983-1986 och 2004-2013) och Melodije hrvatskog Jadrana (1993-2002).

## Diskografi
- Slatko stanje (1982)
- Kokolo (1983)
- O-la-la (1984)
- Piši mi (1985)
- Put putujem (1986)
- Magazin (1987)
- Besane noći (1988)
- Dobro jutro (1989)
- Da mi te zaljubit u mene (1991)
- Došlo vrijeme (1993)
- Simpatija (1994)
- Nebo boje moje ljubavi (1996)
- Da si ti ja (1998)
- Minus i plus (2000)
- S druge strane mjeseca (2002)
- Paaa.. (2004)
- Dama i car (2007)
- Bossa n' Magazin (2008)